# Richard Friederich Arens
Richard Friederich Arens (24 de abril de 1919 — 3 de maio de 2000) foi um matemático estadunidense.
Nasceu na Alemanha e imigrou para os Estados Unidos em 1925. Obteve o doutorado em 1945 na Universidade Harvard.
Trabalhou com análise funcional, sendo professor na Universidade da Califórnia em Los Angeles durante mais de 40 anos. Foi membro do quadro editorial do Pacific Journal of Mathematics 14 anos (1965–1979).